# Safety Col
Der Safety Col (englisch für Sicherheits-Pass) ist ein verschneiter Gebirgspass von 185 m Höhe an der Fallières-Küste des Grahamlands auf der Antarktischen Halbinsel. Er verläuft auf der Gabriel-Halbinsel zwischen dem Gebirgskamm Red Rock Ridge und den Blackwall Mountains.
Erstmals vermessen wurde er 1936 von Teilnehmern der British Graham Land Expedition (1934–1937) unter der Leitung des australischen Polarforschers John Rymill. Der Falkland Islands Dependencies Survey nahm zwischen 1948 und 1949 eine weitere Vermessung vor. Der Name für den Pass rührt daher, dass er eine sichere Route für Fahrten mit Hundeschlittengespannen zwischen dem Neny-Fjord und der Rymill Bay darstellt, wenn der Weg um die Gabriel-Halbinsel herum durch offenes Wasser abgeschnitten ist.